# Округ Колфакс (Њу Мексико)
Колфакс (енгл. Colfax County) је округ у америчкој савезној држави Њу Мексико.

## Демографија
По попису из 2010. године број становника је 13.750, што је 439 (-3,1%) становника мање него 2000. године.
| Група             | 2000.         | 2010.         |
| Белци             | 7.081 (49,9%) | 6.863 (49,9%) |
| Афроамериканци    | 45 (0,3%)     | 64 (0,5%)     |
| Азијати           | 45 (0,3%)     | 49 (0,4%)     |
| Хиспаноамериканци | 6.739 (47,5%) | 6.488 (47,2%) |
| Укупно            | 14.189        | 13.750        |